# 古村敏章
古村敏章（こむら としあき、1899年4月24日 - 2000年1月1日）は、日本の実業家。

## 略歴
長野県上伊那郡朝日村（現辰野町）出身。長野県諏訪中学校（現長野県諏訪清陵高等学校）卒業。1931年丸興製糸（後の丸興工業）の創業に関わり、常任監査就任。専務を経て、1955年社長に就任。1962年長野県撚糸工業組合理事長。1964年市立岡谷蚕糸博物館初代館長。

## 著書
- 『生糸ひとすじ－古村敏章手記』丸興工業、1985年